# Nirmala Moorthy
Nirmala Moorthy – dziennikarka i pisarka indyjska urodzona i wykształcona w Ćennaj, w Tamil Nadu (Indie), aktualnie mieszka w Kalifornii. Autorka artykułów literackich i humorystycznych wydawanych w angielskich dziennikach w USA, Indii, Singapurze, Japonii, Hongkongu itd. Pisze też opowiadania i powieści:
- Maya (1997) – po pol. w wyd. akademickim DIALOG w 2002 pt. Maja. Historia pewnej Hinduski
- The Coiled Serpent (2000)
- The River Turned Red (2003)